# Omocestus caucasicus
Omocestus caucasicus är en insektsart som beskrevs av Yu S. Tarbinsky 1930. Omocestus caucasicus ingår i släktet Omocestus och familjen gräshoppor. Inga underarter finns listade i Catalogue of Life.